# Joseph Lyons
Joseph Aloysius Lyons (Stanley (Tasmanië), 15 september 1879 – Sydney (New South Wales), 7 april 1939) was een Australisch politicus. Hij was van 1932 tot 1939 premier van Australië.

## Levensloop
Lyons werd geboren als de kleinzoon van Ierse immigranten. Zijn vader was een boer. Lyons volgde zijn opleiding aan het Phillip Smit Teachers' Training College in Hobart en ging daarna werken als leraar. Hij was actief voor de vakbond en werd actief voor de Australische Labor-partij. Zijn politieke carrière begon met zijn verkiezing in het Huis van Afgevaardigden van Tasmanië. Van 1914 tot 1916 was hij minister van Financiën  en minister van Onderwijs en Spoorwegen in de staatsregering onder leiding van John Earle. In 1913 leerde hij als deelnemer van een discussiegroep binnen de Labor-partij Enid Burnell, zijn toekomstige vrouw, kennen. Samen kregen zij elf kinderen.
Tijdens de Eerste Wereldoorlog vond er een scheuring binnen de Labor-partij rondom het vraagstuk van de dienstplicht. Earle was daar voorstander van en volgde premier Billy Hughes toen deze de partij verliet. Lyons, een tegenstander van de dienstplicht, bleef en volgde Earle op als leider van de partij in Tasmanië. Hij voerde oppositie aan tot hij in 1923 aantrad als hoofd van de staat. Deze positie behield hij tot hij de regionale verkiezingen van 1928 verloor van de Nationalist Party.
Bij de parlementsverkiezingen van 1929 stelde Lyons zich verkiesbaar. Hij won makkelijk een zetel en werd benoemd tot minister van Arbeid en Spoorwegen. Het conservatieve economische beleid dat hij voorstond kon op veel steun rekenen onder zakenlieden, maar vervreemde een deel van de Labor-partij van hem. Veel van zijn partijleden wilden de staatsschuld juist late oplopen om te investeren. De bezuinigingen op ambtenarensalarissen en andere bezuinigingen die Lyons doorvoerde waren hen een gruwel. Tijdens de Grote Depressie botste Lyons binnen de regering regelmatig met minister van Financiën en Kenyiaan Ted Theodore. Deze trad in juni 1930 af vanwege beschuldigingen van corruptie. Een half jaar daarop trad Lyons op als zijn vervanger. Toen premier James Scullin in januari 1931 Theodore opnieuw benoemde als minister Van Financiën zag Lyons dit als een afkeuring van zijn beleid. Hij verliet direct het kabinet en de partij. Samen met een andere minister James Fenton en vier parlementsleden van Labor en drie onafhankelijke parlementariërs vormde hij een eigen partij. Na korte tijd ging deze partij samen met de Nationalist Party op in de United Australia League.
Kort na de afsplitsing zegde ook een aantal parlementsleden op de linkervleugel van Labor het vertrouwen in de regering op. Deze kwam ten val en er werden nieuwe verkiezingen uitgeschreven. Lyons ging de verkiezingen van 1931 in als partijleider. De UAP kwam als glorieuze winnaar uit de verkiezingen en vormde een regering. Drie jaar later verloor zijn partij acht zetels. Om verzekerd te blijven van genoeg steun in het parlement nam hij de Country Party op in de regering.  Als premier stond Lyons hetzelfde fiscale beleid voor dat hij eerder als minister van Financiën had uitgevoerd. Zijn regering profiteerde politiek gezien van het wereldwijde herstel van de economie na 1932. Daarnaast was zij een sterke bondgenoot van Groot-Brittannië. Lyons kabinet stond een verzoeningspolitiek voor richting Duitsland, Japan en Italië om een nieuwe wereldoorlog te voorkomen. Onder het premierschap van de pacifist Lyons stegen wel de militaire uitgaven.
Op 7 april 1939 overleed Lyons aan een hartaanval. Het werd tijdelijk opgevolgd door Earle Page voordat zijn eigen partij Robert Menzies naar voren schoof als nieuwe premier.
- Australian Dictionary of Biography: lyons-joseph-aloysius-joe-7278
- Bibliothèque nationale de France: cb178120842 (data)
- Gemeinsame Normdatei: 133571688
- International Standard Name Identifier: 0000 0000 6323 3881
- Library of Congress Control Number: nb2002006366
- Nationale bibliotheek van Australië: 35510445
- SNAC: w6bs22h5
- Trove: 528687
- Virtual International Authority File: 50419870
- WorldCat: E39PBJcKFP7x6VFW3y4gW8tqcP